# Erik Nordenskiöld
Nils Erik Nordenskiöld, född 23 november 1872 i Mäntsälä, död 28 april 1933 i Stockholm, var en finländsk-svensk zoolog och vetenskapshistoriker. Han var sonson till Nils Gustaf Nordenskiöld och brorson till Adolf Erik Nordenskiöld. Han är mest känd för sitt vetenskapshistoriska översiktsverk Biologins historia, som översattes till tre språk (engelska, tyska och finska) och rönte stor internationell uppmärksamhet.

## Biografi
Nordenskiöld blev filosofie doktor och docent i zoologi vid Helsingfors universitet 1899. Han studerade även vid flera utländska universitet och havsstationer. Han lämnade tjänsten i Helsingfors 1926 och var därefter verksam som docent vid Stockholms högskola; samma år blev han svensk medborgare.
Nordenskiöld behandlade särskilt spindelordningen Acari (kvalster) i systematiskt, jämförande morfologiskt och cytologiskt avseende, Zur Morphologie und Systematik der Hydrachniden (1898), Zur Anatomie und Histologie von Ixodes reduvius (I–III, 1908–11). Dessutom utgav han även på andra zoologiska områden cytologiska arbeten, Histologische Beobachtungen an der Haut der Kröte (1905) och Die Muskelentwicklung von Vanessa urticæ (1914). Hans Biologiens historia (tre delar, 1920–24) räknades på sin tid som ett av de värdefullaste arbetena i ämnet.

## Giftermål
Erik Nordenskiöld gifte sig 28 maj 1906 i Stockholm med Henrietta Georgina (Ette) Sederholm, född 23 september 1873 på Ålberga i Kila församling, Södermanlands län, dotter till bruksägaren Edvard Magnus Sederholm och Henriette Ulrika Charlotta Klingenstierna. Hon ägde Vaxåker i Kila socken.

## Barn
- Maria Ulrika (Maja Nordenskiöld), född 2 juli 1907 i Klara församling, Stockholm. Studentexamen 19 maj 1925. Hon blev student vid Stockholms högskola samma år och tog filosofie kandidatexamen i Stockholm 30 maj 1932.
- Hedvig Margareta (Hedda Nordenskiöld), född 25 maj 1909 i Kungsholms församling, Stockholm. Död 1998. Efter studentexamen tog hon filosofie kandidatexamen vid Stockholms högskola 14 april 1934 och 1945 disputerade hon på en doktorsavhandling inom lantbruksvetenskap, varefter hon blev biträdande professor i växtförädling vid Lantbrukshögskolan.[5] [6]
- Olga Henriette Elisabeth Nordenskiöld, född 12 september 1910 i Kungsholms församling, Stockholm. Efter studentexamen i Stockholm blev hon Rödakorssyster 1934.
- Erik Otto Edvard (Otto Nordenskiöld), född 25 juli 1914 i Hausjärvi förs, Finland.[7] [8]